# Cojímar

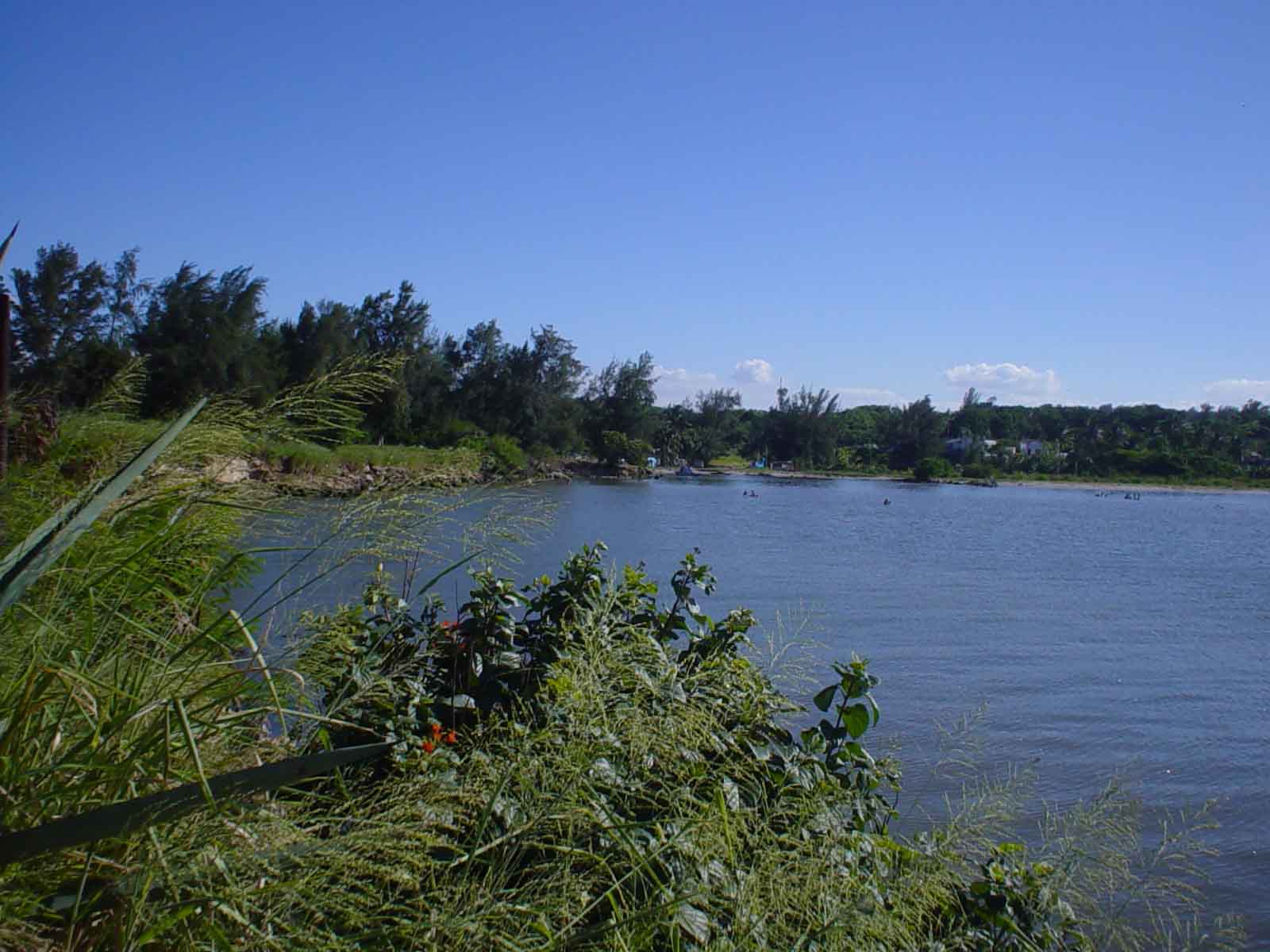
Bucht von Cojímar

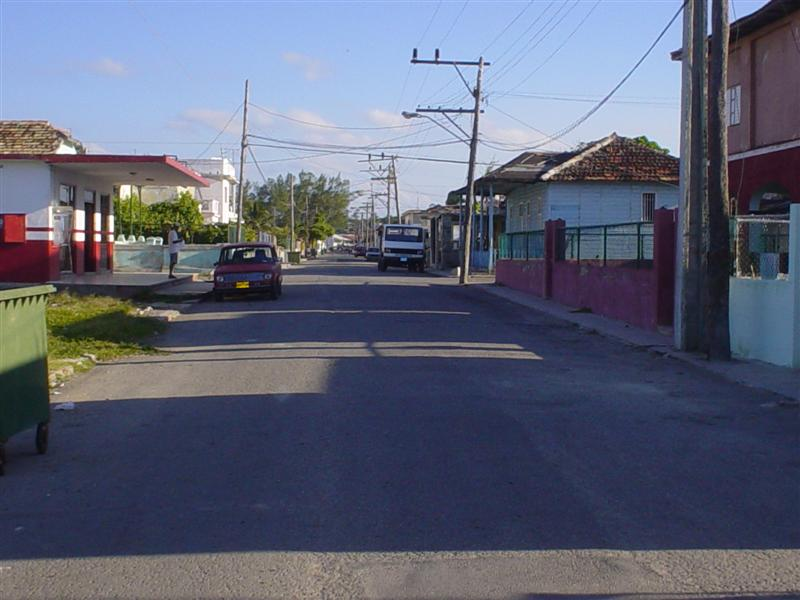
Straße in Cojímar

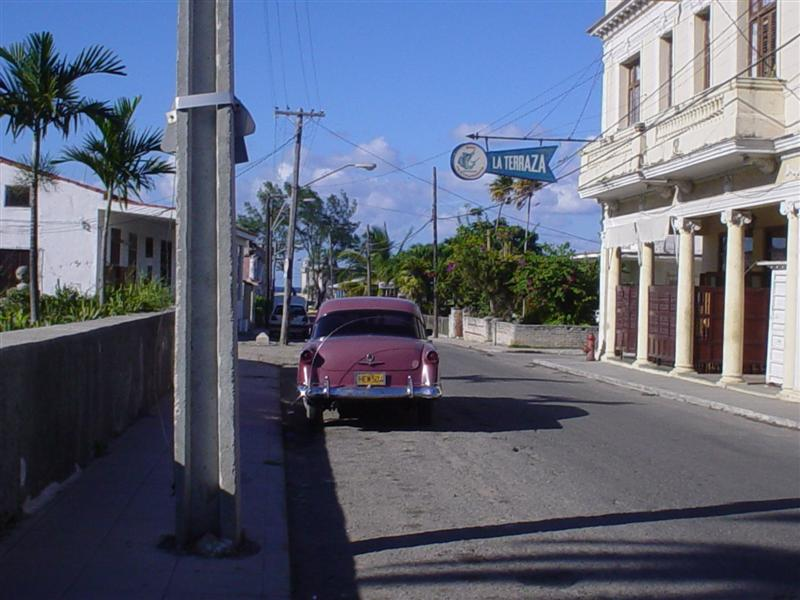
Restaurant La Terraza

Cojímar ist ein Ortsteil des Municipio Habana del Este in Kuba mit ca. 21.000 Einwohnern. 

## Lage
Cojímar liegt ca. zehn Kilometer östlich des Zentrums von Havanna am Meer. Die Felsküste ist heute mit vielen Hotels bebaut. In der Nähe liegt das Naturreservat Valle de Cojímar, ein Feuchtgebiet von 5 km².

## Geschichte
Die Ursprünge Cojímars gehen auf ein kleines Fort, den 1649 von Giovanni Bautista Antonelli erbauten Torreón de Cojímar, und eine Fischeransiedlung zurück. 1762 nahmen die Engländer das Fort ein und eroberten von hier aus Habana. Im 19. Jahrhundert entwickelte sich Cojímar aufgrund seines ausgeglichenen Seeklimas zum Bade- und Kurort. Von hier wurde 1878 das erste Telegraphenkabel von Kuba nach Florida verlegt. In den 1920er Jahren erfuhr der Tourismus einen weiteren Aufschwung. 1926 wurde der Ort durch einen Hurrikan verheert.
Im Juni 1945 fingen hier sechs Fischer einen weißen Hai von über 6 Meter Länge, eines der größten Tiere dieser Spezies, das je erlegt wurde. Dieses Ereignis bildete die Vorlage für Ernest Hemingways Novelle Der alte Mann und das Meer. Das Vorbild der Hauptfigur war der Kapitän Gregorio Fuentes, der 2002 in Cojímar starb.
Im Restaurant Las Arecas (heute: La Terraza) schrieb Ernest Hemingway, der mit den Fischern des Dorfes befreundet war, zwei seiner Romane. An der Hafenpromenade erinnert seit 1962 eine aus Messingarmaturen von Schiffen gegossene Hemingway-Büste (mit falscher Angabe des Geburtstags) in einem sechssäuligen Rondell an den Amerikaner. 
1991 wurden in Cojímar die Unterkünfte für die Teilnehmer der Panamerikanischen Spiele errichtet.
Hurrikan Ike richtete 2008 starke Schäden in Cojímar an.

## Persönlichkeiten
- Camila Cabello (* 1997), Sängerin, lebt in den USA
- Raúl Corrales Fornos (1925–2006), Fotograf
- William Levy (* 1980), Schauspieler